# Тиллообод
Тиллообод (тадж. Тиллообод) — село в районе Рудаки Республики Таджикистан. Входит в состав джамоата (сельской общины) Лохур района Рудаки.
Находится на расстоянии 13 км от райцентра (пгт. Сомониён) и 4 км от центра общины (село Лохур).
Население — 1135 чел. (2017).